# Plaza de Guadalupe
El Plaza de Guadalupe, también conocida como "Plaza Petronila Trejos A." es una plaza de fútbol que está ubicada en el distrito de Guadalupe en la ciudad de Cartago, Costa Rica.
La Plaza fue inaugurada en noviembre de 1958 con el nombre "Plaza Petronila Trejos" y fue construida con la Junta Progresista del distrito de Guadalupe.
Se ubica entre las Avenidas 10-12 y las Calles 32-34 del Cantón de Cartago.